# Оттен, Гарри
Гарри Оттен (нидерл. Harry Otten; род. 17 июня 1948) — нидерландский шашист и бизнесмен, президент Всемирной федерации шашек (ФМЖД) с 2009 по 2017 год. FMJD-Id: 15860.

## Биография
Гарри Оттен изучал ядерную физику в техническом университете Эйндховена. В 1975 году он начинает работать в метеорологическом институте Королевства Нидерланды. После года проведённом в Пенсильванском университете (США) решает открыть собственную метеорологическую компанию и в 1986 году открывается компания «Meteo Consult», со временем превратившаяся в крупнейшую частную метеорологическую компанию Европы с офисами в 8 странах и штатом в 250 сотрудников. С 2005 года эта компания носит название «MeteoGroup».
Гарри Оттен вёл прогноз погоды на общественном национальном радио и телевидении. Он написал 5 книг о солнечных затмениях и метеорологии. В честь него названа премия за инновации в метеорологии (Harry Otten Prize for Innovation in Meteorology).
В молодые годы увлекался шашками. Выступал за голландские клубы, в том числе, Huissen. В 2007 году, по инициативе нидерландской федерации шашек (KNDB), Гарри Оттен выдвигается кандидатом на пост исполнительного вице-президента ФМЖД и после Генеральной ассамблеи занимает этот пост. В 2009 году он избирается президентом ФМЖД.
В начале 2016 года заявил, что покидает пост президента ФМЖД, однако через некоторое время вернулся.
Владеет английским, немецким и французским языками.
Женат. Имеет трёх дочерей.